# Walzerode
Koordinaten: 50° 58′ 6″ N, 9° 8′ 54″ O
Walzerode oder Walzrode ist eine Dorfwüstung in der Gemarkung von Hundshausen, einem Ortsteil von Jesberg im nordhessischen Schwalm-Eder-Kreis.
Sie liegt auf 295 m Höhe über NHN im Südosten der Gemarkung, unweit östlich der Landesstraße L 3145, ist aber nicht mehr genau zu lokalisieren. Die Flurbezeichnungen „Walzerod“ und „im Wetzeröder“ erinnern an die aufgegebene Siedlung.
Die erste schriftliche Erwähnung des Orts findet sich im Jahre 1566 in einer Urkunde der Herren von Linsingen, als Elisabeth von Linsingen, die Witwe Dietrichs von Linsingen, eine Wiese im „Waltzeroder“ Grund verpfändete. Danach ist 1737 noch einmal von „Watzerod“ die Rede.